# Willandrasjöarna
Willandrasjöarna är ett område som omfattar 2 400 km² i sydvästra delen av New South Wales. Regionen blev 1981 upptagen på Unescos världsarvslista. Området har ett viktigt natur- och kulturvärde och visar bland annat exempel på tidig mänsklig civilisation med världens äldst kända plats för kremering. En mindre sektion av regionen skyddas av Mungo nationalpark.
Sjösystemet sattes i maj 2007 upp på Australian National Heritage List.